# Kabuki Joe
Kabuki Joe ist eine Punk-Band aus Zürich, die im Jahr 2017 gegründet wurde.

## Geschichte
Kabuki Joe wurde im Sommer 2017 von Kevin Berner, Manuel Kellerhals, Siro Vetsch und Raoul Alker gegründet. Ihr erstes Konzert spielte die Gruppe im April 2018 als Vorband von The Flatliners. Im November 2019 erschien das erste Album Weight of the Week. Raoul Alker verliess die Band kurz zuvor aus Zeitgründen, weshalb Sänger Manuel Kellerhals auf dem Album auch Bass spielte. Das zweite Album This Will Pass, auf dem die Band die Eindrücke während der Coronakrise verarbeitete, erschien im November 2023. Seit September 2023 verstärken Lars Flükiger und Anna Clavadetscher die Band.

## Stil
Kabuki Joe spielt «fröhlichen und melodischen Punk», den das Artnoir-Magazin als «druckvoll und melodiös, abwechslungsreich und voller Positivität» bezeichnet.

## Diskografie
Alben
- 2018: Drunk Enough (Demo)
- 2019: Weight of the Week (Ambulance Recordings / Rino Records)
- 2023: This Will Pass (DMB Records)